# Ipomoea corralinensis
Ipomoea corralinensis är en vindeväxtart som beskrevs av Jacques Denys Denis Choisy. Ipomoea corralinensis ingår i släktet praktvindor, och familjen vindeväxter. Inga underarter finns listade i Catalogue of Life.